# 발렌시아 (베네수엘라)

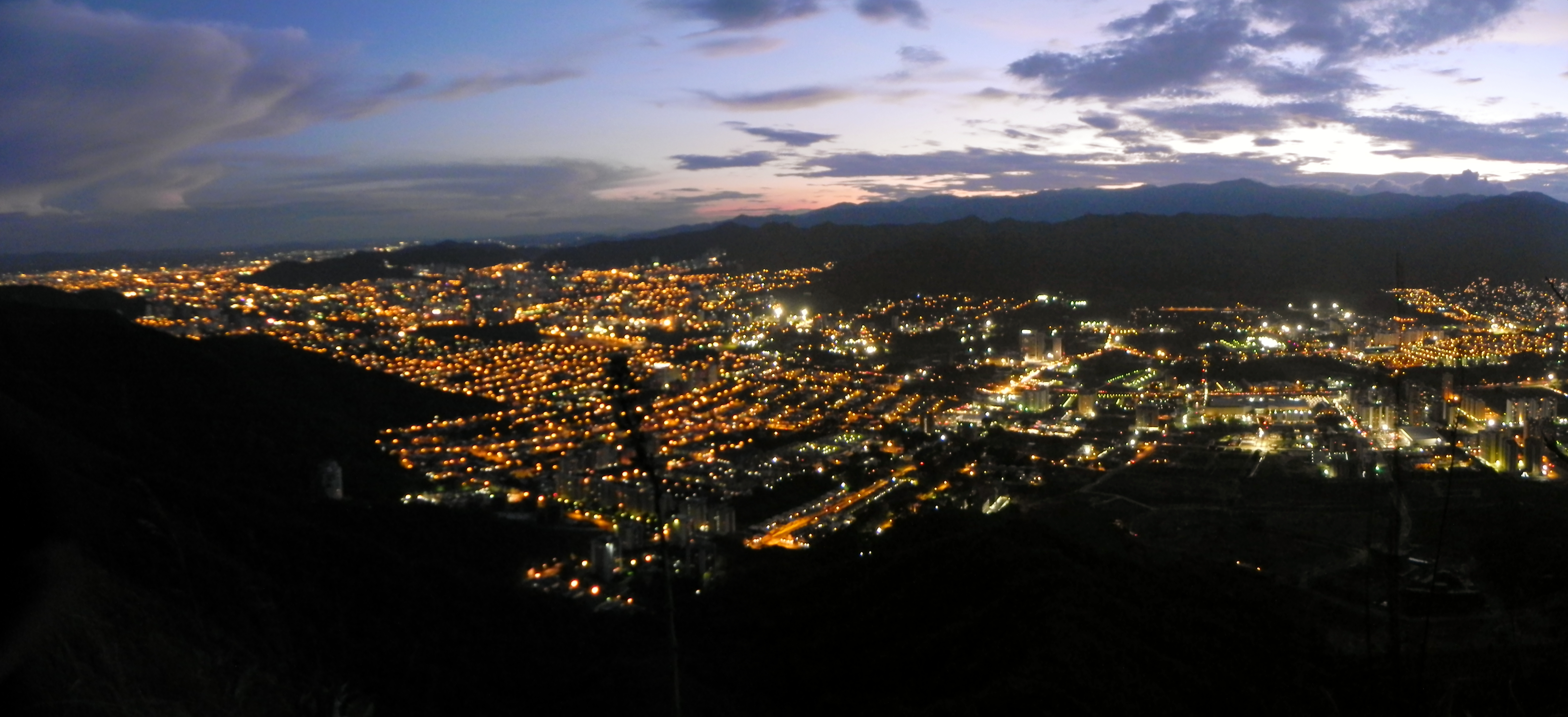
발렌시아

발렌시아(Valencia)는 베네수엘라 중북부 카라보보 주의 주도이다. 해안 산맥으로 둘러싸인 골짜기에 위치하고 있다. 베네수엘라 제3의 도시로, 상공업의 중심지이다.